# Jiang Yonghua
Dans ce nom, le nom de famille, Jiang, précède le nom personnel.
Jiang Yonghua (chinois simplifié : 江永华 ; chinois traditionnel : 江永華 ; pinyin : Jiāng Yǒnghuá), née le 7 septembre 1973, est une coureuse cycliste cyclisme sur piste chinoise. Spécialiste du 500 mètres, elle a battu le record de cette disciple avec un temps de 34 secondes en août 2002  à l'occasion de la manche de Kunming de la coupe du monde 2002. En 2004, elle bat le record olympique lors de la finale des Jeux olympiques d'Athènes et prend la tête du concours. Quelques minutes plus tard, l'Australienne Anna Meares bat le record du monde et s'empare du titre olympique. Jiang Yonghua est médaillée d'argent.

## Palmarès

### Jeux olympiques
- Athènes 2004
  -  Médaillée d'argent du 500 mètres

### Championnats du monde
- Melbourne 2004
  -  Médaillée d'argent du 500 mètres

### Jeux asiatiques
- 2002
  -  Médaillée d'or du 500 m

### Championnats d'Asie
- Bangkok 2002
  -  Médaillée d'or du 500 m
- Yokkaichi 2004
  -  Médaillée d'or du 500 m
  -  Médaillée d'or de la vitesse

### Coupe du monde
- 2002
  - Classement général du 500m
  - 1re du 500 m à Kunming
  - 3e du 500 m à Moscou

- 2003
  - 2e du 500 m à Sydney

- 2004
  - 2e du 500 m à Manchester